# Zlib
zlib – biblioteka rozpowszechniana na zasadach Otwartego Oprogramowania służąca do kompresji danych, napisana przez Jean-loup Gaillyego i Marka Adlera. Zastosowano w niej algorytm Deflate używany w programie kompresującym gzip. Pierwsza publiczna wersja (0.9) została wydana 1 maja 1995 i była przeznaczona do użycia z biblioteką graficzną libpng.

## Wykorzystanie
zlib z biegiem czasu stała się de facto standardem. Jest obecnie używana w wielu aplikacjach platformy Unix, Linux, Windows oraz innych. Niektóre rozwiązania korzystające z biblioteki zlib:
- libpng, do kompresji strumieni bitmapowych
- Apache, w implementacji protokołu HTTP/1.1
- OpenSSH (klient i serwer)
- OpenSSL, do kompresji połączeń TLS
- FFmpeg, do odczytu i zapisu skompresowanych części strumieni danych
- SWF, do kompresji materiału Flash

Implementacja zlib zawarta jest również w wielu środowiskach programistycznych, np. Borland/CodeGear Delphi.